# NGC 7226
NGC 7226 est amas ouvert situé dans la constellation de Céphée. Il a été découvert par l'astronome américain Edward Singleton Holden en 1881.
Selon la classification des amas ouverts, cet amas renferme moins de 50 étoiles (la lettre p), dont la concentration est forte (I) et dont les magnitudes se répartissent sur un petit intervalle (le chiffre 1),. Toutefois, selon le catalogue Lynga, l'amas contient entre 50 et 100 étoiles (lettre m) dont les magnitudes se répartissent sur un intervalle moyen (le chiffre 2. Cependant, Lynga indique que l'amas renferme 25 membres. Cette contradiction entre la classification et le nombre de membres n'est pas rare dans le catalogue Lynga. De plus, le catalogue Lynga indique que l'amas fait partie d'un amas double (:b).

## Observation
Avec une magnitude visuelle de 9,6, on peut observer l'amas avec des jumelles dont l'ouverture est d'au moins 80 mm ou avec un petit télescope.

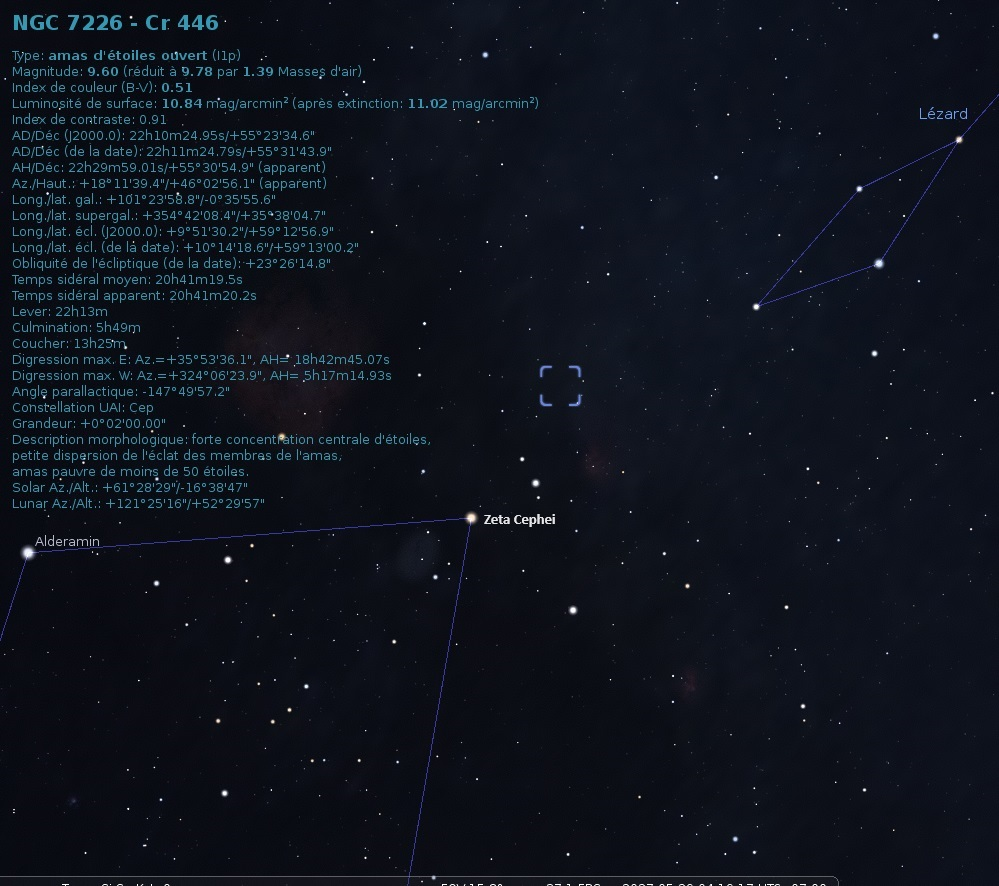
Localisation de NGC 7226 dans la constellation du Céphée. (Stellarium)

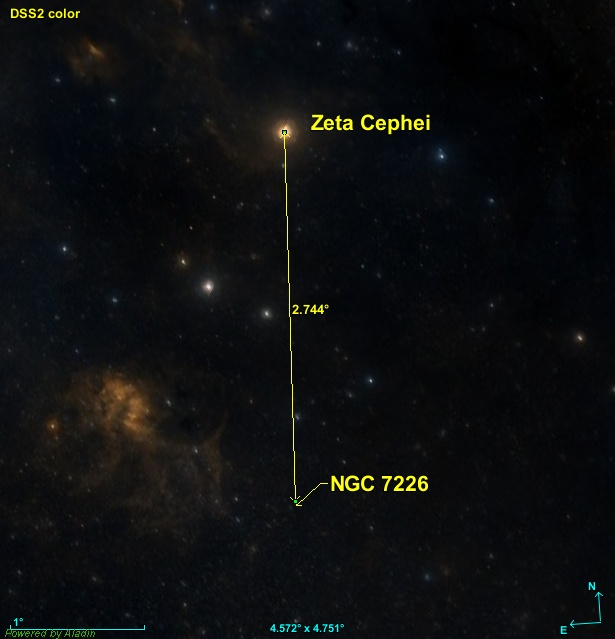
Position de NGC 7226 par rapport à une étoile.

NGC 7226 est situé à environ 2,7 degré presque directement au sud de l'étoile Zeta Cephei.

## Caractéristiques

### Distance, taille et vitesse
La parallaxe moyenne des étoiles de l'amas a été obtenue des mesures effectuées par le satellite Gaia. Cinq valeurs différentes publiées dans de récents articles (2018 à 2021) sont indiquées sur la base de données Simbad : 0,165 ± 0,026 mas, 0,187 ± 0,043 mas, 0,185 ± 0,041 mas, 0,185 ± 0,006 mas et 0,185 ± 0,041 mas. La valeur moyenne de la parallaxe est égale à 0,181 4 ± 0,031 4 mas, ce qui correspond à une distance de 5 513+1 154
−813 pc.
Selon les sources, la taille apparente est comprise entre 2', et 3'. En utilisant les plus petites valeurs de la distance et de la taille apparente, on obtient grâce à un calcul simple la plus petite taille réelle de l'amas, soit 8,92 al. De même, la combinaison des plus grandes valeurs de la distance et de la taille apparente donne une taille réelle de 18,98 al. On déduit de ces deux valeurs que la taille réelle de l'amas est de 13,9 ± 5,0 al.
Deux vitesses identiques sont indiquées sur Simbad, soit −75,99 ± 3,72 km/s,.

### Mouvement propre
Simbad indique sept couples de valeurs pour le mouvement propre de l'amas, dont cinq très semblables, qui proviennent d'articles publiés entre 2018 et 2022. Deux articles publiés en 2017 et 2014 indiquent des valeurs très différentes. Les valeurs des sept couples en ascension droite et en déclinaison sont :
- −1,858 ± 0,030 mas/an et −2,079 ± 0,040 mas/an[9]
- −0,770 ± 1,280 mas/an et −4,410 ± 0,830 mas/an[15]
- −1,838 ± 0,117 mas/an et −2,059 ± 0,098 mas/an[10]
- −1,844 ± 0,124 mas/an et −2,065 ± 0,084 mas/an[11]
- −1,844 ± 0,016 mas/an et −2,065 ± 0,013 mas/an[7]
- −1,844 ± 0,124 mas/an et −2,065 ± 0,084 mas/an[12]
- −1,430 ± 2,690 mas/an et −3,410 ± 1,240 mas/an[16]

Le mouvement propre moyen obtenu des cinq valeurs publiées après 2018 en ascension droite et en déclinaison est égal à −1,846 ± 0,082 mas/an et −2,067 ± 0,064 mas/an.

### Métallicité
Simbad rapporte une seule valeur de la métallicité, soit -0,186. Selon cette valeur, le pourcentage d'éléments lourds (plus lourd que l'hydrogène et l'hélium) de cet amas est de 65% (10-0,008) de celui du Soleil.

### Âge
Webda et Lynga indiquent un âge de 273 millions d'années (log10=8,436),.

## Étoiles
Simbad montre aussi un bouton nommé Children. En cliquant sur ce bouton, on atteint une section de cette base de données qui renferme un tableau contenant 116 entrées, dont 60 Children, pour NGC 7226. Cependant, des étoiles (les Children) peuvent apparaître plusieurs fois dans la deuxième colonne du tableau, d'où le nombre de liens bibliographiques qui est supérieure au nombre d'étoiles. La quatrième colonne de ce tableau indique la probabilité que l'étoile appartienne à l'amas. En cliquant sur le titre de cette colonne, on peut classer la probabilité par ordre croissant ou décroissant. En cliquant sur la désignation de l'étoile, on atteint la page de Simbad qui résume ses propriétés.